# Bogdan Musial
Bogdan Musial, född 1960, är en tysk-polsk historiker. Han är sedan 2010 professor vid Stefan Wyszyński-universitetet i Warszawa.